# Platypodium
Platypodium là một chi thực vật có hoa thuộc họ Fabaceae.